# Bea Segura i Folch
Bea Segura, nom amb què es coneix Beatriu Segura i Folch (Sarrià, Barcelona, 22 de març de 1975) és una actriu catalana de televisió, cinema i teatre, principalment coneguda pels seus treballs en televisió.

## Biografia
Es va iniciar en el món del teatre fent un curs quan tenia 17 anys, i posteriorment va estudiar a l'Institut del Teatre, on es llicencià en Art dramàtic. També s'ha format a la London Academy of Music and Dramatic Art i al Herbert Berghof Studio de Nova York.
L'any 1994, amb 19 anys, va iniciar la seva carrera professional amb la seva participació en la pel·lícula Transeúntes, de Luis Aller, que va rodar-la i muntar-la durant 22 anys, i que finalment va estrenar el 2015. El 1995 va rodar el telefilm Laia, el regal d'aniversari, Jordi Frades, i l'any següent va fer la seva entrada en el món televisiu amb la sèrie Nissaga de poder. A partir de llavors va començar a combinar els treballs en televisió amb els de cinema i teatre, amb sèries destacades com El cor de la ciutat (2000-2001), Al salir de clase (2001-2002), El comisario (2002-2005) i Hospital Central (2005-2008), i pel·lícules com Dama de Porto Pim (2001) i Salvador (Puig Antich) (2006).
L'any 2008 va deixar la sèrie Hospital Central, ja que considerava que el recorregut del seu personatge havia arribat al final i volia anar una temporada a Londres, per estar-se amb unes cosines seves que hi estudiaven. Allà va conèixer el seu actual marit, amb qui té dues criatures. Des del 2009 viu entre Barcelona i la capital anglesa, on resideix, al barri d'Islington North.
En aquesta segona etapa a cavall entre totes dues ciutats destaquen els seus papers a les minisèries Serrallonga (2008), Ermessenda (2011) i Tornarem (2012), i les sèries La Riera (2014) i Cites (2015). L'any 2022 ha interpretat durant sis mesos el paper de la reina Caterina d'Aragó a l'espectacle Henry VIII, de Shakespeare, al teatre Globe, de Londres.

## Filmografia
| Any       | Títol                                   | Direcció                                               | Notes                              |
| --------- | --------------------------------------- | ------------------------------------------------------ | ---------------------------------- |
| 1994-2015 | Transeúntes                             | Luis Aller                                             | pel·lícula                         |
| 1995      | Laia, el regal d'aniversari             | Jordi Frades                                           | telefilm                           |
| 1996      | Nissaga de poder                        |                                                        | sèrie de televisió                 |
| 1996      | Estació d'enllaç                        |                                                        | sèrie de televisió; 3 episodis     |
| 1996      | B                                       | Daniel Vázquez Sallés                                  | curtmetratge                       |
| 1997      | Primats                                 | Carlos Jover                                           | pel·lícula                         |
| 1998      | Laura                                   |                                                        | sèrie de televisió; 1 episodi      |
| 1999      | Homenots                                |                                                        | sèrie de televisió; 1 episodi      |
| 2000-2001 | El cor de la ciutat                     |                                                        | sèrie de televisió                 |
| 2001      | Dama de Porto Pim                       | José Antonio Salgot                                    | pel·lícula                         |
| 2001      | Desde la ciudad no se ven las estrellas | Fernando Trullols                                      | curtmetratge                       |
| 2001-2002 | Al salir de clase                       |                                                        | sèrie de televisió                 |
| 2002      | Lola vende cá                           | Llorenç Soler                                          | pel·lícula                         |
| 2002-2005 | El comisario                            |                                                        | sèrie de televisió                 |
| 2003      | L'escala de diamants                    | Jordi Marcos                                           | telefilm                           |
| 2003      | Haz conmigo lo que quieras              | Ramón De España                                        | pel·lícula                         |
| 2003      | 7 vidas                                 |                                                        | sèrie de televisió; 3 episodis     |
| 2003      | El tránsfuga                            | Jesús Font                                             | telefilm                           |
| 2004      | Virginia, la monaca di Monza            | Alberto Sironi                                         | telefilm                           |
| 2004      | Los 80                                  |                                                        | sèrie de televisió                 |
| 2005-2008 | Hospital Central                        |                                                        | sèrie de televisió                 |
| 2005      | Contratiempos                           | Antonio Gómez-Olea                                     | curtmetratge                       |
| 2005      | Comme sur des roulettes                 | Jean-Paul Lilienfeld                                   | telefilm                           |
| 2005      | Més que germans                         | Ramón Costafreda                                       | telefilm                           |
| 2006      | Los Serrano                             |                                                        | sèrie de televisió, 3 episodis     |
| 2006      | Salvador (Puig Antich)                  | Manuel Huerga                                          | pel·lícula                         |
| 2006      | Los ladrones somos gente honrada        | Eduardo Toral                                          | obra teatral al programa Estudio 1 |
| 2006      | Skizo                                   | Jesús Ponce                                            | pel·lícula                         |
| 2008      | Serrallonga                             | Esteve Rovira                                          | minisèrie de televisió             |
| 2009      | Aviones                                 | Alex Rademakers                                        | curtmetratge                       |
| 2009      | Hierro                                  | Gabe Ibáñez                                            | pel·lícula                         |
| 2009      | Los exitosos Pells                      |                                                        | sèrie de televisió                 |
| 2010      | Casualty                                |                                                        | sèrie de televisió; 1 episodi      |
| 2011      | Ermessenda                              | Lluís Maria Güell                                      | minisèrie de televisió             |
| 2012      | Tornarem                                | Felip Solé                                             | minisèrie de televisió             |
| 2012      | Insensibles                             | Juan Carlos Medina                                     | pel·lícula                         |
| 2014      | La Riera                                |                                                        | sèrie de televisió                 |
| 2015      | Cites                                   |                                                        | sèrie de televisió                 |
| 2019      | L'enigma Verdaguer                      | Lluís Maria Güell                                      | telefilm                           |
| 2019      | Hernán                                  |                                                        | sèrie de televisió; 1 episodi      |
| 2020      | Malasaña 32                             | Albert Pintó                                           | pel·lícula                         |
| 2021      | Alba                                    | Pablo Guerrero, Carlota Pereda i Humberto Miró Garrido | sèrie de televisió; 13 episodis    |
| 2024      | Beguinas                                |                                                        |                                    |

## Teatre
Obres de teatre en què ha participat com a actriu:
| Any  | Títol                              | Autor(a)                   | Direcció          |
| ---- | ---------------------------------- | -------------------------- | ----------------- |
| 1996 | De poble en poble                  | Peter Handke               | Joan Ollé         |
| 1999 | Les dones sàvies                   | Molière                    | Rosa Novell       |
| 1999 | Molt soroll per no res             | William Shakespeare        | Ferran Madico     |
| 2000 | L'hort dels cirerers               | Anton Txékhov              | Lluís Pasqual     |
| 2001 | La dona incompleta                 | David Plana                | Sergi Belbel      |
| 2001 | Literatura                         | Arthur Schnitzler          | Jordi Mesalles    |
| 2001 | A vuestro gusto                    | William Shakespeare        | Penny Cherns      |
| 2001 | Faust                              | Johann Wolfgang von Goethe | Pere Planella     |
| 2001 | La importancia de llamarse Ernesto | Oscar Wilde                | Jaume Melendres   |
| 2001 | El tío Vanya                       | Anton Txékhov              | Carol Goodheart   |
| 2001 | Antigona                           | Sòfocles                   | Konrad Zchiedrich |
| 2013 | Blackbird                          | David Harrower             | Lluís Pasqual     |
| 2015 | Molt soroll per no res             | William Shakespeare        | Àngel Llàcer      |
| 2022 | Henry VIII                         | William Shakespeare        | Amy Hodge         |

## Guardons
Nominacions
- 2012: Millor actriu de minisèrie al Festival de Montecarlo per Tornarem[14]
- 2013: Premi Butaca a la millor actriu per Blackbird[15]